# Katoenuil
De katoenuil (Spodoptera littoralis) is een vlinder uit de familie van de uilen. De katoenuil is van oorsprong een Afrotropische soort die zich heeft weten te vestigen in Noord-Afrika, Zuid-Europa, het Midden-Oosten en verder oostelijk tot in India en Sri Lanka. De spanwijdte bedraagt tussen de 35 en 40 millimeter. De soort overwintert als pop.

## Waardplanten
De katoenuil is bijzonder polyfaag en is vaak een plaag in de teelt van groenten, fruit, bloemen en andere landbouwgewassen.

## Voorkomen in Nederland en België
De katoenuil komt in Nederland en België niet voor, maar komt weleens als adventief in deze gebieden terecht.